# حسین اکباش
حسین اکباش (ترکی استانبولی: Hüseyin Akbaş؛ ۱۹۳۳ – ۱۵ فوریه ۱۹۸۹) کشتی‌گیر اهل ترکیه بود.
وی در مسابقات کشوری و بین‌المللی در مجموع برندهٔ ۵ مدال طلا، ۱ مدال نقره، ۳ مدال برنز شده‌است.